# Amt Röbel-Müritz
La comunità amministrativa di Röbel-Müritz (Amt Röbel-Müritz) si trova nel circondario della Seenplatte del Meclemburgo nel Meclemburgo-Pomerania Anteriore, in Germania.

## Suddivisione
Comprende i seguenti comuni (abitanti il 31 dicembre 2022):
1. Altenhof (357)
2. Bollewick (648)
3. Buchholz (133)
4. Bütow (479)
5. Fincken (522)
6. Gotthun (325)
7. Groß Kelle (104)
8. Kieve (145)
9. Lärz (504)
10. Leizen (466)
11. Melz (331)
12. Priborn (345)
13. Rechlin (2 086)
14. Röbel/Müritz, Città * (5 075)
15. Schwarz (358)
16. Sietow (633)
17. Stuer (265)

Il capoluogo è Röbel/Müritz.